# Nigeria op de Olympische Zomerspelen 2016
Nigeria nam deel aan de Olympische Zomerspelen 2016 in Rio de Janeiro, Brazilië. De selectie bestond uit 75 atleten, die in tien verschillende sportdisciplines uitkwamen; circa de helft van de equipe behoorde tot de twee groepen teamsporters, actief in het basket- en het voetbaltoernooi bij de mannen. Het was de grootste Nigeriaanse olympische ploeg sinds de Olympische Zomerspelen 2000 in Sydney. De Spelen waren succesvoller dan 2012, toen Nigeria geen enkele medaille won; afgezien van 2012 waren het voor Nigeria de minst succesvolle Olympische Spelen sinds 1988. In 2016 maakte Nigeria haar olympisch debuut in het roeien.
Het Nigeriaans olympisch voetbalelftal won het brons door in de bronzen finale Honduras te verslaan (3–2).

## Medailleoverzicht
| Sport   | Olympiër | Onderdeel | Medaille |
| ------- | --- | --------- | -------- |
| Voetbal | Daniel Akpeyi Muenfuh Sincere Kingsley Madu Shehu Abdullahi Saturday Erimuya William Troost-Ekong Aminu Umar Oghenekaro Etebo Imoh Ezekiel John Obi Mikel Junior Ajayi Popoola Saliu Umar Sadiq Azubuike Okechukwu Ndifreke Udo Stanley Amuzie Usman Mohammed Emmanuel Daniel | mannen    | Brons    |

## Deelnemers
(m) = mannen, (v) = vrouwen, (g) = gemengd

### Atletiek
| Olympiër                                                    | Onderdeel              | Resultaat | Prestatie |
| ----------------------------------------------------------- | ---------------------- | --------- | --- |
| Ogho-Oghene Egwero                                          | 100m (m)               | 51e       | serie 2: 6de in 10,37 |
| Seye Ogunlewe                                               | 100m (m)               | 34e       | serie 1: 4de in 10,26 |
| Tega Odele                                                  | 200m (m)               | 70e       | serie 3: 8ste in 21,25 |
| Ejowvokoghene Oduduru                                       | 200m (m)               | 21e       | serie 9: 2de in 20,34 halve finale 2: 7de in 20,59 |
| Orukpe Erayokan                                             | 400m (m)               | 44e       | serie 7: 7de in 47,42 |
| Antwon Hicks                                                | 110m horden (m)        | 23e       | serie 1: 4de in 13,70 halve finale 3: 7de in 14,26 |
| Miles Ukaoma                                                | 400m horden (m)        | 32e       | serie 1: 5de in 49,84 |
| Tosin Oke                                                   | hink-stap-springen (m) | 23e       | kwalificatie groep B: 11de met 16,47m |
| Olu Olamigoke                                               | hink-stap-springen (m) | 32e       | kwalificatie groep A: 16de met 16,10m |
| Stephen Mozia                                               | kogelstoten (m)        | 28e       | kwalificatie groep A: 15de met 18,98m ) |
|                                                             |                        |           | |
| Gloria Asumnu                                               | 100m (v)               | 38e       | serie 2: 5de in 11,55 |
| Jennifer Madu                                               | 100m (v)               | 45e       | serie 5: 5de in 11,61 |
| Blessing Okagbare                                           | 100m (v)               | 11e       | serie 3: 2de in 11,16 halve finale 3: 3de in 11,09 |
| Blessing Okagbare                                           | 200 m (v)              | 13e       | serie 5: 1ste in 22,71 halve finale 1: 5de in 22,69 |
| Margaret Bamgbose                                           | 400m (v)               | 18e       | serie 3: 3de in 51,43 halve finale 1: 7de in 51,92 |
| Patience Okon George                                        | 400m (v)               | 23e       | serie 1: 2de in 51,83 halve finale 3: 8ste in 52,52 |
| Omolara Omotosho                                            | 400m (v)               | 46e       | serie 7: 5de in 53,22 (5e) |
| Tobi Amusan                                                 | 100m horden (v)        | 11e       | serie 5: 5de in 12,99 halve finale 2: 3de in 12,91 |
| Amaka Ogoegbunam                                            | 400m horden (v)        | 32e       | serie 6: 4de in 56,96 |
| Gloria Asumnu Jennifer Madu Blessing Okagbare Agnes Osazuwa | 4x100 m (v)            | 8e        | serie 2: 2de in 42,55 finale: 8ste in 43,21 |
| Ese Brume                                                   | verspringen (v)        | 5e        | kwalificatie groep B: 3de met 6,67m finale: 5de met 6,81m |
| Doreen Amata VS                                             | hoogspringen (v)       | 27e       | kwalificatie groep A: 13de met 1,89m |
| Nwanneka Okwelogu                                           | kogelstoten (v)        | 29e       | kwalificatie groep A: 14de met 16,67m |
| Chinwe Okoro                                                | discuswerpen (v)       | 14e       | kwalificatie groep A: 9de met 58,85m |
| Uhunoma Osazuwa                                             | zevenkamp              | 29e       | 100m horden: 20ste in 13,75 hoogspringen: 14de met 1,77m kogelstoten: 19de met 13,15m 200m: 17de in 24,67 verspringen: 27ste met 5,72m speerwerpen: 28ste met 33,42m 800m: gediskwalificeerd totaal: 4916 punten |

### Basketbal
| Olympiër | Onderdeel | Resultaat | Prestatie |
| --- | --------- | --------- | --- |
| Ben Uzoh Michael Umeh Ike Diogu Stan Okoye Josh Akognon Chamberlain Oguchi Ebi Ere Andy Ogide Michael Gbinije Shane Lawal Alade Aminu Ekene Ibekwe | mannen    | 11e       | groep B: 6de V van Argentinië: 66-94 V van Litouwen: 80-89 V van Spanje: 87-96 W van Kroatië: 90-76 V van Brazilië: 69-86 |

| Groep B |            |             |             |             |            |            |            |        |
| №       | Land       | Wedstrijden | Wedstrijden | Wedstrijden | Doelpunten | Doelpunten | Doelpunten | Punten |
| №       | Land       | G           | W           | V           | V          | T          | Saldo      | Punten |
| 1       | Kroatië    | 5           | 3           | 2           | 400        | 407        | –7         | 8      |
| 2       | Spanje     | 5           | 3           | 2           | 432        | 337        | +75        | 8      |
| 3       | Litouwen   | 5           | 3           | 2           | 392        | 428        | –36        | 8      |
| 4       | Argentinië | 5           | 3           | 2           | 441        | 428        | +13        | 8      |
| 5       | Brazilië   | 5           | 2           | 3           | 411        | 407        | +4         | 7      |
| 6       | Nigeria    | 5           | 1           | 4           | 392        | 441        | –49        | 6      |

| Ronde       | Datum | Lokale tijd | MEZT           | Plaats   | Land  | Score      | Land |
| ----------- | ----- | ----------- | -------------- | -------- | ----- | ---------- | ---- |
| Groepsfase  |       |             |                |          |       |            |      |
| 7 augustus  | 22:30 | 03:30       | Rio de Janeiro | Nigeria  | 66–94 | Argentinië |      |
| 9 augustus  | 19:00 | 00:00       | Rio de Janeiro | Litouwen | 89–80 | Nigeria    |      |
| 11 augustus | 19:00 | 00:00       | Rio de Janeiro | Nigeria  | 87–96 | Spanje     |      |
| 13 augustus | 22:30 | 03:30       | Rio de Janeiro | Kroatië  | 76–90 | Nigeria    |      |
| 15 augustus | 14:15 | 19:15       | Rio de Janeiro | Nigeria  | 69–86 | Brazilië   |      |

### Boksen
| Olympiër   | Onderdeel | Resultaat | Prestatie                                                                          |
| ---------- | --------- | --------- | ---------------------------------------------------------------------------------- |
| Efe Ajagba | +91kg (m) | 5e        | 1ste ronde: vrij 2de ronde: W van TTO Paul: ko kwartfinale: V van KAZ Dytsjko: 0–3 |

### Gewichtheffen
| Olympiër     | Onderdeel | Resultaat | Prestatie                                                    |
| ------------ | --------- | --------- | ------------------------------------------------------------ |
| Mariam Usman | +75kg (v) | 9e        | trekken: 11de met 115kg stoten: 8ste met 150kg totaal: 265kg |

### Kanovaren
| Olympiër          | Onderdeel      | Resultaat | Prestatie                                                     |
| ----------------- | -------------- | --------- | ------------------------------------------------------------- |
| Jonathan Akinyemi | K-1 slalom (m) | 20e       | voorronde: 20ste run 1: 20ste in 107,49 run 2: 19de in 104,59 |

### Roeien
| Olympiër       | Onderdeel | Resultaat | Prestatie |
| -------------- | --------- | --------- | --- |
| Chierika Ukogu | skiff (v) | 20e       | serie 5: 3de in 8.35,34 kwartfinale 3: 5de in 7.54,44 halve finale C/D: 4de in 8.18,55 finale D: 2de in 7.44,76 |

### Tafeltennis
| Olympiër                                | Onderdeel     | Resultaat | Prestatie |
| --------------------------------------- | ------------- | --------- | --- |
| Quadri Aruna                            | enkelspel (m) | 5e        | voorronde: vrij 1ste ronde: vrij 2de ronde: W van SVK Yang: 4–1 (11-7, 7-11, 11-7, 11-9, 11-6) 3de ronde: W van TPE Chuang: 4–0 (11-6, 12-10, 11-6, 11-7) 4de ronde: W van GER Boll: 4–2 (12-10, 12-10, 11-5, 3-11, 5-11, 11-9) kwartfinale: V van CHN Ma: 0–4 (4-11, 2-11, 6-11, 7-11) |
| Segun Toriola                           | enkelspel (m) | 33e       | voorronde: vrij 1ste ronde: W van CZE Prokoptsov: 4–2 (8-11, 11-6, 11-8, 9-11, 11-8, 11-8) 2de ronde: V van JPN Niwa: 2–4 (11-9, 5-11, 7-11, 11-4, 6-11, 1-11) |
| Quadri Aruna Abiodun Bode Segun Toriola | team (m)      | 9e        | 1ste ronde: V van China: 0-3 |
|                                         |               |           | |
| Offiong Edem                            | enkelspel (v) | 49e       | voorronde: W van FIJ Yee: 4–0 (11-3, 11-8, 11-3, 11-2) 1ste ronde: V van BLR Pavlovitsj: 1–4 (11-5, 8-11, 8-11, 7-11, 4-11) |
| Olufunke Oshonaike VO                   | enkelspel (v) | 49e       | voorronde: W van LIB Sahakian: 4–3 (8-11, 11-9, 11-7, 11-8, 8-11, 9-11, 11-8) 1ste ronde: V van PUR Díaz: 2–4 (7-11, 11-7, 11-4, 7-11, 5-11, 2-11) |

### Voetbal
| Olympiër | Onderdeel | Resultaat | Prestatie |
| --- | --------- | --------- | --- |
| Daniel Emmanuel Daniel Akpeyi D Shehu Abdullahi Ndifreke Effiong Udo Amuzie Stanley William Troost-Ekong Kingsley Madu Saturday Kaego Erimuya Sincere Muenfuh Seth John Obi Mikel D Saliu Popoola Mohammed Usman Azubuike Okechukwu Aminu Umar Ajayi Oluwafemi Etebo Oghenekaro Imoh Ezekiel Umar Sadiq | mannen    | Brons     | groep B: 1ste W van Japan: 5-4 W van Zweden: 1-0 V van Colombia: 0-2 kwartfinale: W van Denemarken: 2-0 halve finale: V van Duitsland: 0-2 bronzen finale: W van Honduras: 3-2 |

| Groep B |          |             |             |             |             |            |            |            |        |
| #       | Land     | Wedstrijden | Wedstrijden | Wedstrijden | Wedstrijden | Doelpunten | Doelpunten | Doelpunten | Punten |
| #       | Land     | G           | W           | G           | V           | V          | T          | Saldo      | Punten |
| 1       | Nigeria  | 3           | 2           | 0           | 1           | 6          | 6          | 0          | 6      |
| 2       | Colombia | 3           | 1           | 2           | 0           | 6          | 4          | +2         | 5      |
| 3       | Japan    | 3           | 1           | 1           | 1           | 7          | 7          | 0          | 4      |
| 4       | Zweden   | 3           | 0           | 1           | 2           | 2          | 4          | –2         | 1      |

| Ronde          | Datum       | Lokale tijd | MEZT      | Plaats         | Land     | Score   | Land       |
| -------------- | ----------- | ----------- | --------- | -------------- | -------- | ------- | ---------- |
| Groepsfase     |             |             |           |                |          |         |            |
| 4 augustus     | 22:00       | 03:00       | Manaus    | Nigeria        | 5–4      | Japan   |            |
| 7 augustus     | 19:00       | 00:00       | Manaus    | Zweden         | 0–1      | Nigeria |            |
| 10 augustus    | 19:00       | 00:00       | São Paulo | Colombia       | 2–0      | Nigeria |            |
| Kwartfinale    | 13 augustus | 16:00       | 21:00     | Salvador       | Nigeria  | 2–0     | Denemarken |
| Halve finale   | 17 augustus | 16:00       | 21:00     | São Paulo      | Nigeria  | 0–2     | Duitsland  |
| Bronzen finale | 20 augustus | 13:00       | 18:00     | Belo Horizonte | Honduras | 2–3     | Nigeria    |

### Worstelen
| Olympiër           | Onderdeel   | Resultaat   | Prestatie                                                  |
| Vrije stijl        | Vrije stijl | Vrije stijl | Vrije stijl                                                |
| ------------------ | ----------- | ----------- | ---------------------------------------------------------- |
| Amas Daniel        | –65kg (m)   | 17e         | kwalificatie: vrij 1ste ronde: V van GEO Iakobisjvili: 1–2 |
| Soso Tamarau       | –97kg (m)   | 19e         | kwalificatie: vrij 1ste ronde: V van UZB Ibragimov: 0–13   |
|                    |             |             |                                                            |
| Mercy Genesis      | –48kg v(v)  | 14e         | kwalificatie: vrij 1ste ronde: V van POL Matkowska: 0–4    |
| Odunayo Adekuoroye | –53kg (v)   | 17e         | kwalificatie: vrij 1ste ronde: V van SWE Mattson: 0–8      |
| Aminat Adeniyi     | –58kg (v)   | 16e         | kwalificatie: vrij 1ste ronde: V van FIN Olli: 2–8         |
| Blessing Oborududu | –63kg (v)   | 14e         | kwalificatie: vrij 1ste ronde: V van MGL Soronzonbold: 1-3 |
| Hannah Rueben      | –69kg (v)   | 14e         | 1ste ronde: V van CAN Yeats: 1–11                          |

### Zwemmen
| Olympiër       | Onderdeel           | Resultaat | Prestatie               |
| -------------- | ------------------- | --------- | ----------------------- |
| Samson Opuakpo | 50m vrije slag (m)  | 59e       | serie 4: 3de in 24,85   |
|                |                     |           |                         |
| Rechael Tonjor | 100m schoolslag (v) | 42e       | serie 1: 2de in 1.21,43 |